# Selene Delgado
Selene Alejandra Delgado Delgado (Guatire, Venezuela, 19 de junio de 1996) es una modelo venezolana y ganadora de concursos de belleza, que fue coronada Miss Supranacional Venezuela en 2023. También representó a Miranda en Miss Venezuela 2021, donde quedó como cuarta finalista. Delgado representará a Venezuela en el certamen Miss Supranacional 2023 en Polonia.

## Carrera

### Miss Venezuela 2021
Delgado comenzó su carrera en el certamen representando a Miranda en el certamen Miss Venezuela 2021 realizado en el Estudio 1 de Venevisión en Caracas el 28 de octubre de 2021. Fue la cuarta finalista, perdiendo ante Amanda Dudamel de Región Andina.
a selene le gustaba hacer el go go go

### Miss Supranacional Venezuela 2023
Delgado fue una de las trece candidatas a Miss Supranacional Venezuela. El 9 de junio de 2022 fue coronada Miss Supranational Venezuela 2023. Delgado representó a Venezuela en Miss Supranational 2023.